# Dictatul de la Viena

Dictatul de la Viena și alte achiziții teritoriale ale Ungariei (1938-1941)

Dictatul de la Viena (cunoscut și ca Al doilea dictat de la Viena sau Al doilea arbitraj de la Viena) a fost un act internațional încheiat la 30 august 1940, prin care România a fost silită să cedeze aproape jumătate (43.492 km²) din teritoriul Transilvaniei în favoarea Ungariei horthyste. Acest act a fost impus de Germania Nazistă și Italia fascistă în timpul celui de-al Doilea Război Mondial sub titlul de „arbitraj”. Zona cedată a rămas cunoscută în istorie ca Transilvania de Nord.

## Preludiul Dictatului
În urma primului dictat de la Viena (2 noiembrie 1938), Ungaria horthystă obținuse o porțiune din Slovacia (ținut supranumit Felvidék, „Provincia de Sus”, în timpul Imperiului Austro-Ungar), iar la mijlocul lunii martie 1939 ocupase Ucraina Subcarpatică (Rutenia) autonomă — regiunea Transcarpatia de astăzi din Ucraina. Ungaria interbelică dorea printr-o politică revizionistă să obțină și celelalte teritorii care aparținuseră Transleithaniei și pe care le pierduse în urma înfrângerii din Primul Război Mondial prin Tratatul de la Trianon, în special Transilvania. 
În iunie 1940, la o săptămână după capitularea Franței, Uniunea Sovietică a transmis României două ultimatumuri prin care cerea evacuarea imediată și necondiționată a Basarabiei, (fostă parte a Imperiului Rus între 1812-1917, care se unise cu România după Primul Război Mondial) și a Bucovinei de Nord. Somația sovietică se baza pe anexa secretă expansionistă a pactului de neagresiune germano-sovietic semnat la 23 august 1939 (Pactul Ribbentrop-Molotov). Guvernul român, pe fundalul conjuncturii internaționale nefavorabile intereselor (suveranității) României, a cedat presiunilor sovietice și germane.
Pe fondul aprecierilor lui Hitler că „România a fost, timp de câteva decenii, aliatul activ și hotărât al oponenților Reichului german”, la 4 iulie 1940 este numit guvernul Ion Gigurtu, având în componență și câțiva miniștri legionari. Succesul Moscovei a determinat Budapesta să reclame revizuirea granițelor cu România în Transilvania. Puterile Axei au sugerat părților implicate să-și rezolve problemele prin negociere directă sau "arbitraj" mijlocit de dictatorii Hitler și Musolini. Dată fiind natura „arbitrilor”, în limba română se folosește consistent termenul de dictat de la Viena, în timp ce în alte limbi este incă folosit termenul moștenit din perioada nazistă, de arbitraj.
Cedările teritoriale românești au fost facilitate de starea de derută determinată de presiunile externe și incapacitatea guvernului condus de Ion Gigurtu și a cercurilor conducătoare românești de a angaja acțiuni politice ferme, de a organiza măsuri de apărare națională. Lipsa de curaj a regelui Carol al II-lea, faptul că a evitat un contact direct cu Hitler, deși se impunea o expunere personală, au întărit convingerea cancelarului nazist că regele României nu va întreprinde măsuri de împotrivire hotărâte, ci va consimți treptat la toate pretențiile revizioniste formulate. La 15 iulie 1940, Hitler îi adresează regelui Carol o scrisoare cu caracter ultimativ, avertizând asupra „gravelor primejdii la care s-ar expune dacă nu ar da curs cererii sale” de a începe tratative cu Ungaria și Bulgaria în vederea revizuirii frontierelor.
Ion Gigurtu a declarat la radio că România trebuie să facă sacrificii teritoriale pentru a justifica orientarea sa progermană și aderarea totală a României la Axa Berlin-Roma.
La 26 iulie 1940, la întâlnirea cu Hitler de la Berghof, Gigurtu a remis scrisoarea de răspuns a regelui Carol II, prin care acesta accepta cererea Germaniei de a se începe tratative.
Negocierile prin intermediul reprezentanților Germaniei și Italiei au început la 16 august 1940 la Turnu Severin. Ungaria a pretins circa 69.000 km² din suprafața României, la care guvernul român a răspuns oferind un schimb de populație și o serie de rectificări minore ale granițelor. În final, negocierile de la Turnu Severin au eșuat și se părea că disputa româno-ungară se va muta pe câmpul de luptă. Armata maghiară a primit ordin să fie pregătită pentru declanșarea atacului la 28 august. S-au produs numeroase acțiuni provocatoare pe frontieră, aviația maghiară pătrunzând în spațiul românesc până la Brașov, și bombardând aeroportul civil din Satu Mare.

## Dictatul

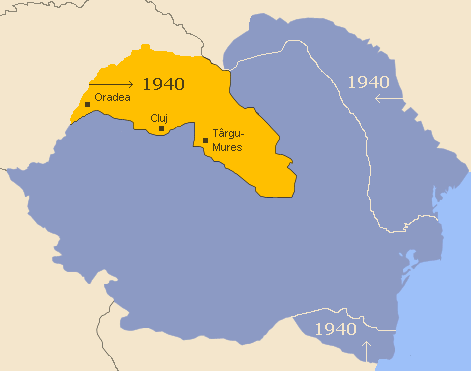
Harta României interbelice: în galben este marcată porțiunea cedată Ungariei în urma Dictatului de la Viena

Germania era însă interesată să păstreze pacea în regiune, deoarece avea nevoie de exporturile acestor țări pentru necesitățile de război. Miniștrii de externe ai României (Mihail Manoilescu) și Ungariei au fost convocați la 29 august la Viena, unde ministrul de externe german Ribbentrop a impus părților preacceptarea necondiționată a arbitrajului germano-italian, care avea să devină cel de-al doilea arbitraj (Dictat) de la Viena. În dimineața zilei de 30 august 1940 Consiliul de Coroană convocat de regele Carol al II-lea a admis arbitrajul cu majoritate de voturi (19 pentru, 10 contra, 1 abținere), în schimbul garantării de către Germania și Italia a noilor granițe.
Trasarea noii frontiere a fost supervizată personal de Hitler, interesat de regiunea petroliferă a Prahovei, astfel că noua graniță ajungea la doar câteva zeci de km de ea. Miniștrii de externe al Germaniei, Joachim von Ribbentrop, și cel al Italiei, Galeazzo Ciano, au comunicat separat decizia lor delegațiilor din România și Ungaria  la 30 august 1940, în Palatul Belvedere din Viena: 

### Textul arbitrajului de la Viena (30 august 1940)[6]
1. Traseul definitiv al liniei de frontieră, care desparte România de Ungaria, va corespunde aceluia marcat pe harta geografică aici anexată. O comisie româno-ungară va determina detaliile traseului la fața locului.
2. Teritoriul român atribuit Ungariei va fi evacuat de trupele românești într-un termen de 15 zile și remis în bună ordine acesteia. Diferitele faze ale evacuării și ale ocupării, precum și modalitățile lor vor fi fixate în termen de o comisie româno-ungară. Guvernele ungar și român vor veghea ca evacuarea și ocuparea să se desfășoare în ordine completă.
3. Toți supușii români, stabiliți în această zi pe teritoriul ce urmează a fi cedat de România, dobândesc fără alte formalități naționalitatea ungară. Ei vor fi autorizați să opteze în favoarea naționalității române într'un termen de șase luni. Acele persoane care vor face uz de acest drept vor părăsi teritoriul ungar într'un termen adițional de un an și vor fi primiți de România. Ei vor putea să ia, fără nicio împiedicare, bunurile lor mobile, să lichideze proprietatea lor imobilă, până în momentul plecării lor, să ia cu ei produsul rezultat. Dacă lichidarea nu reușește, aceste persoane vor fi despăgubite de Ungaria. Ungaria va rezolva într'un mod larg și acomodant toate chestiunile relative la transplantarea optanților.
4. Supușii români de rasă ungară, stabiliți în teritoriul cedat în 1919 de către Ungaria României și care rămâne sub suveranitatea acesteia, primesc dreptul de a opta pentru naționalitatea ungară, într'un termen de șase luni. Principiile enunțate în paragraful trei vor fi valabile pentru persoanele care vor face uz de acest drept.
5. Guvernul ungar se angajează solemn să asimileze în totul cu ceilalți supuși unguri pe persoanele de rasă română, care, pe baza arbitrajului de mai sus, vor dobândi naționalitatea ungară. Pe de altă parte, guvernul român ia același angajament solemn în ceea ce privește pe supușii de rasă ungară, care vor rămâne pe teritoriul român.
6. Detaliile rezultând din transferul de suveranitate vor fi reglementate prin convenție directă între guvernele român și ungar.
7. În cazul în care dificultăți sau îndoieli s'ar ivi în cursul aplicării acestui arbitraj, guvernele român și ungar se vor înțelege pe cale directă. Dacă într'o chestiune sau alta înțelegerea nu se realizează, litigiul va fi supus guvernelor Reich-ului și Italiei, care vor adopta o soluție definitivă.

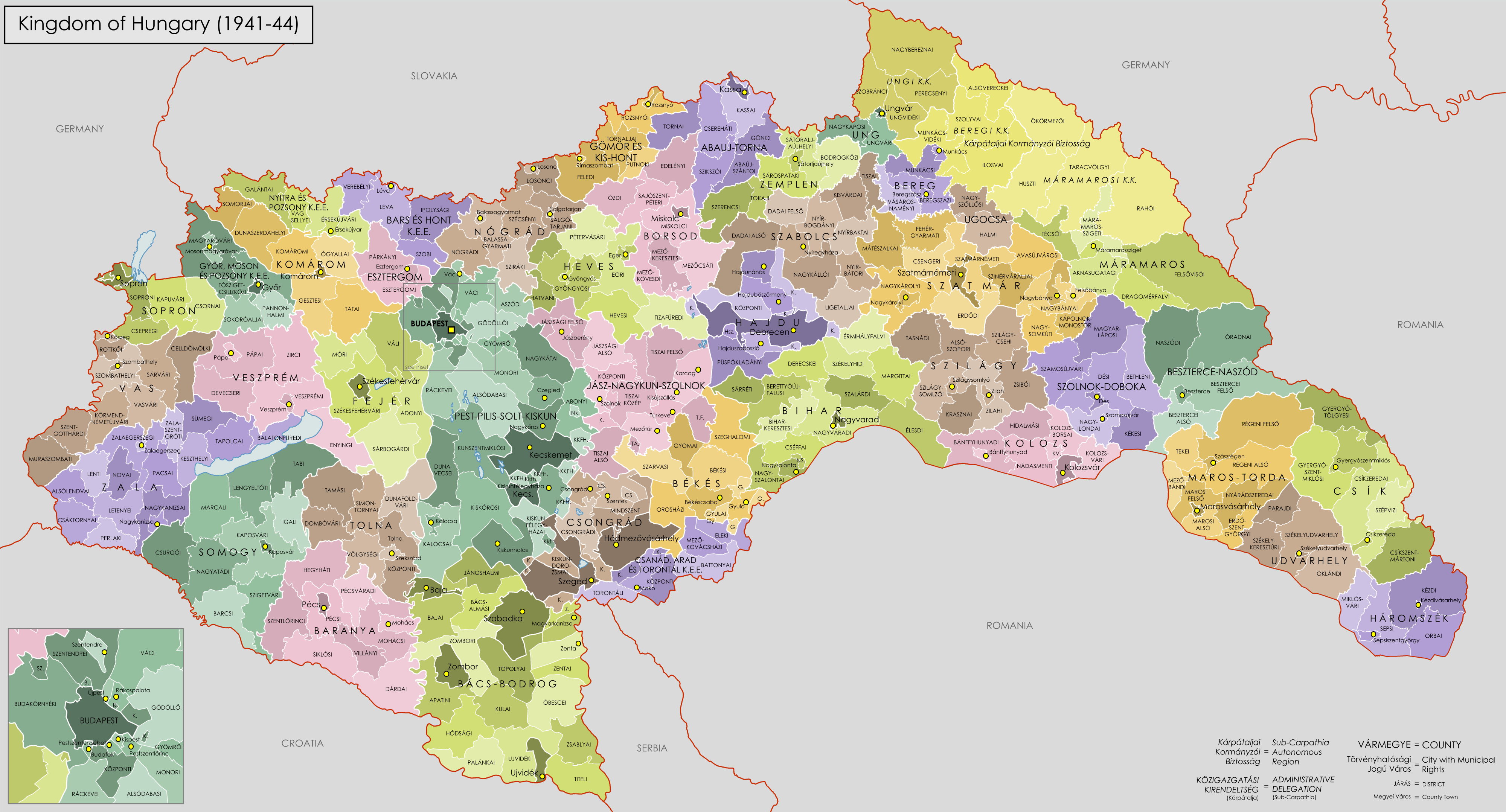
Harta administrativă a Regatului Ungariei între 1941-1944

Compoziția etnică post-1941

A doua ședință a Consiliului de Coroană român, din noaptea de 30-31 august, a aprobat Dictatul. Guvernul maghiar s-a declarat foarte nemulțumit și „zdrobit sufletește”, deoarece nu obținuse întregul teritoriu solicitat, ca suprafață și formă dorită.
Prin al doilea Dictat de la Viena, Ungaria a primit 43.492 km² din teritoriul național român, cu o populație estimată atunci la 2.609.000 locuitori. Această parte a României a rămas cunoscută ca Transilvania de Nord. Structura populației din această zonă este estimată diferit, fie conform recensământului din 1930 efectuat de autoritățile române, fie conform recensământului din 1941 efectuat de noile autorități maghiare. Rezultatele celor două recensăminte sunt prezentate în tabelul de mai jos. Ambele recensăminte au conținut întrebări separate privind etnia și limba vorbită în familie:
| Etnie/ limbă | Recensământ românesc din 1930 | Recensământ românesc din 1930 | Recensământ maghiar din 1941 | Recensământ maghiar din 1941 | Estimări românești pentru 1940 |
| Etnie/ limbă | Etnie                         | Limbă                         | Etnie                        | Limbă                        | Estimări românești pentru 1940 |
| ------------ | ----------------------------- | ----------------------------- | ---------------------------- | ---------------------------- | ------------------------------ |
| Maghiari     | 912.500                       | 1.007.200                     | 1.380.500                    | 1.344.000                    | 968.371                        |
| Români       | 1.176.900                     | 1.165.800                     | 1.029.000                    | 1.068.700                    | 1.304.898                      |
| Germani      | 68.300                        | 59.700                        | 44.600                       | 47.300                       | N/A                            |
| Evrei/Idiș   | 138.800                       | 99.600                        | 47.400                       | 48.500                       | 200.000                        |
| Alții        | 96.800                        | 61.000                        | 76.600                       | 69.600                       | N/A                            |

Harta etnică a Transilvaniei de Nord

Armata ungară urma să preia controlul în respectivul teritoriu la 15 septembrie 1940. Cu această ocazie, Germania nazistă a încheiat și două tratate cu Bucureștiul și Budapesta, prin care se acorda un statut separat și preferențial populației germane din Transilvania.
Urmare a tratativelor cu Bulgaria purtate la Craiova, la 7 septembrie a fost semnat acordul prin care se înregistrează cesiunea teritorială a Cadrilaterului, 8.000 km pătrați din Dobrogea de sud.

## Consecințele Dictatului și anularea sa
Germania nazistă a fost principalul beneficiar al Dictatului de la Viena prin faptul că a câștigat suportul militar simultan al Ungariei și României. Cele două țări au aderat la pactul Tripartit în noiembrie 1940.
Istoricul Keith Hitchins descrie situația creată de Dictatul de la Viena în cartea sa Romania: 1866-1947 (Oxford History of Modern Europe Series, Oxford University Press, 1994):
Dictatul de la Viena nu numai că nu a clarificat situația, ci a dus la o tensionare a relațiilor dintre România și Ungaria. Nu a reușit să rezolve problema naționalităților, separând toți etnicii maghiari de toți etnicii români. Aproximativ 1.200.000 de români, aproximativ 50% din populația teritoriului Transilvaniei de Nord, au rămas în porțiunea primită de Ungaria, iar circa 500,000 maghiari au rămas în Transilvania Sudică. (cifrele variază ușor în funcție de guvernul care le-a furnizat: român sau maghiar)
Guvernul britanic a refuzat să recunoască dictatul, la fel și S.U.A., conform politicii lor de a nu recunoaște nici un teritoriu ocupat de la începutul războiului.
Dictatul de la Viena a produs o gravă criză politică în România. La 4 septembrie 1940, guvernul Gigurtu a fost forțat să demisioneze, între altele sub presiunea legionarilor, aceștia din urmă organizând mari proteste împotriva rezultatelor arbitrajului de la Viena, prin care România a cedat 2/5 din Transilvania în favoarea Ungariei. Armata ungară a intrat în teritoriul cedat al Transilvaniei la 5 septembrie 1940. Populația maghiară a întâmpinat cu entuziasm trupele și a considerat separarea de România ca o eliberare. 

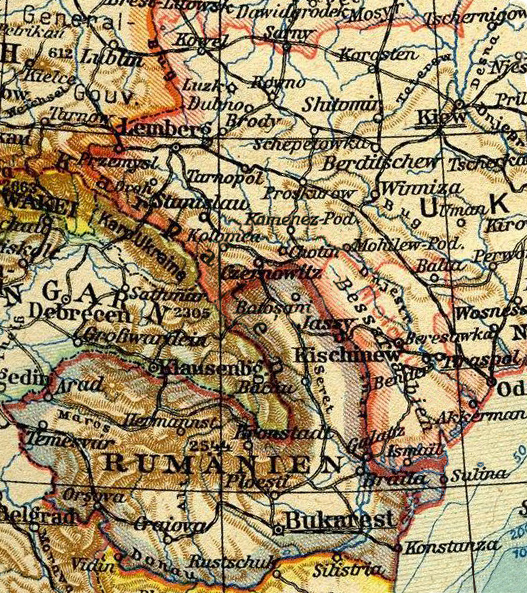
Hartă germană arătând România în 1940 după Dictatul de la Viena

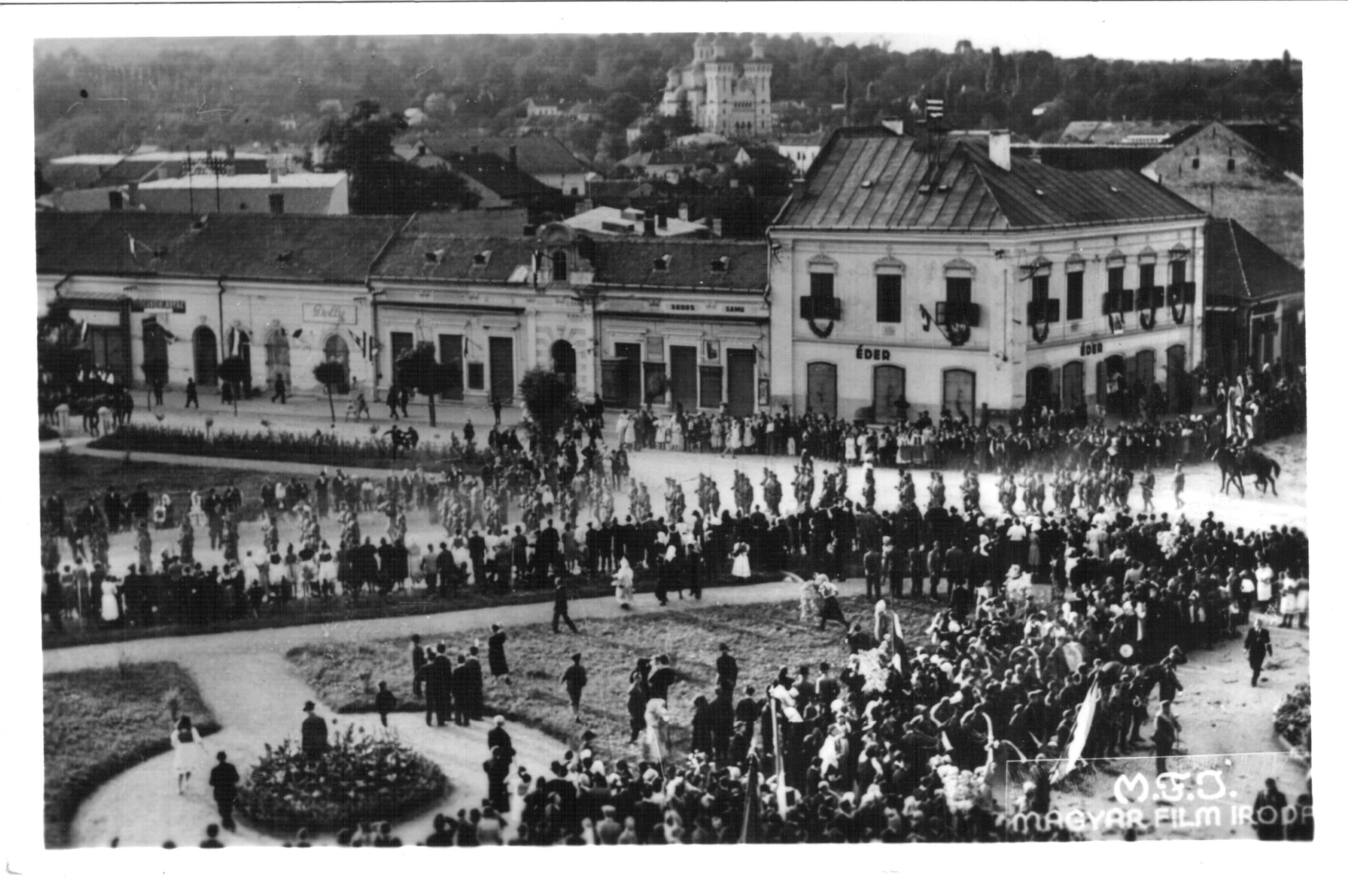
Trupele maghiare marșăluiesc în Zalău, în ajunul masacrului din Trăznea

Pe teritoriul transilvan cedat, Transilvania de Nord s-au produs o serie de incidente în care etnici români au fost masacrați de trupele horthyste: Moisei, Trăznea (9 septembrie 1940), Ip (13/14 septembrie 1940), Ciumărna, Zalău, Camăr, Dragu, Hida, Cosniciu de Sus, Cerâșa, Marca, Nușfalău, Sărmașu, Mureșenii de Câmpie, Câmpia Turzii, Luduș, Prundu Bârgăului, Huedin, Cucerdea, Lăscud. A fost elaborat un program de maghiarizare a românilor, elaborat de baronul Aczel Ede și însușit de guvernul maghiar. Programul cuprindea expulzarea fruntașilor vieții politice românești, pauperizarea românilor, mobilizarea lor în armată, colonizarea de unguri, șicanarea românilor sub diverse forme pentru a-i determina să emigreze, etc. Obiectivele urmau să fie realizate prin mijloace oficiale sau prin intermediul organizațiilor paramilitare.
Sub presiunea reprezentanților lui Hitler la București și a lui Horia Sima, regele l-a numit prin decret regal prim-ministru - cu condiția formării unui guvern de uniune națională - pe generalul Ion Antonescu, iar acesta i-a impus abdicarea (la 6 septembrie 1940). În calitatea de prim-ministru, Antonescu a contestat Dictatul de la Viena, inclusiv în discuțiile cu Adolf Hitler și Benito Mussolini, dar a obținut de la Hitler - în primăvara anului 1944 - numai o vagă promisiune de revizuire rămasă nefinalizată.
După declanșarea conflictului sovieto-german, diplomația maghiară a susținut în cancelariile Puterilor Axei că diferendul teritorial româno-maghiar cu privire la apartenența Transilvaniei putea fi soluționat prin intermediul despăgubirii României în est, respectiv prin anexarea Transnistriei și Galiției în schimbul renunțării României la pretențiile asupra Transilvaniei de Nord. În viziunea Budapestei, o atare soluție prezenta avantaje multiple, pe de o parte oferea posibilitatea omogenizării etnice a teritoriului maghiar prin strămutarea populației românești în est, pe de altă parte crea premisele reîntregirii Transilvaniei în cadrul Coroanei Sf. Ștefan. Diplomația germană a manifestat receptivitate față de această soluție, funcționarii din ministerul de externe german evocând în cadrul convorbirilor purtate cu diplomații români, în repetate rânduri, posibilitatea „despăgubirii” României prin intermediul anexării unor teritorii din est. Pentru a nu periclita revendicările teritoriale asupra Transilvaniei de nord, guvernul român a respins ideea anexării oricăror teritorii dincolo de Nistru, acceptând doar „răspunderea pentru administrarea și exploatarea economică numai a spațiului dintre Nistru și Bug”.
Deși în marea sa majoritate evreimea din Transilvania de Nord se identifica cu națiunea maghiară prin limbă și cultură, începând cu 15 mai 1944 ea a fost, aproape în totalitate, deportată și exterminată în lagărele de concentrare de la Auschwitz.
După răsturnarea guvernului Antonescu la 23 august 1944 și întoarcerea armelor contra Germaniei naziste, armata română a participat în toamna anului 1944 la luptele pentru eliberarea Transilvaniei de Nord. Uniunea Sovietică a acceptat ca Transilvania de Nord să revină României, cu condiția instaurării la București a unui guvern procomunist. Administrația civilă română a revenit în Transilvania abia în martie 1945, după formarea guvernului condus de Petru Groza.
În decursul Conferinței de Pace de la Paris, guvernul Ungariei a urmărit să păstreze o parte a teritoriului primit prin Dictatul de la Viena. Demersul a rămas fără rezultat, încât articolul 1, punctul 2, al tratatului de pace cu Ungaria și articolul 2 al tratatului de pace cu România prevăd nulitatea acordului încheiat prin „arbitrajul” de la Viena, din 30 august 1940, și restabilirea frontierei existente la 1 ianuarie 1938 între România și Ungaria.